# Rhopalaea crassa
Rhopalaea crassa is een zakpijpensoort uit de familie van de Diazonidae. De wetenschappelijke naam van de soort werd, als Ecteinascidia crassa, voor het eerst geldig gepubliceerd in 1880 door Herdman. Deze soort, die een lengte kan bereiken van ongeveer 4 cm, is te vinden in de Indo-West Pacific.